# Agonomalus mozinoi
Agonomalus mozinoi is een  straalvinnige vissensoort uit de familie van harnasmannen (Agonidae). De wetenschappelijke naam van de soort is voor het eerst geldig gepubliceerd in 1979 door Wilimovsky & Wilson.
Het dier leeft vooral in de noordelijke zeeën en de Noord-Atlantische Oceaan.